# Tjärnen på berget, Ångermanland
Tjärnen på berget är en sjö i Örnsköldsviks kommun i Ångermanland och ingår i Gideälvens huvudavrinningsområde.